# Carling
Carling és un municipi francès, situat al departament del Mosel·la i a la regió del Gran Est. L'any 2007 tenia 3.724 habitants.

## Demografia

### Població
El 2007 la població de fet de Carling era de 3.724 persones. Hi havia 1.416 famílies, de les quals 340 eren unipersonals (108 homes vivint sols i 232 dones vivint soles), 448 parelles sense fills, 496 parelles amb fills i 132 famílies monoparentals amb fills.
La població ha evolucionat segons el següent gràfic:
Habitants censats

### Habitatges
El 2007 hi havia 1.554 habitatges, 1.459 eren l'habitatge principal de la família, 5 eren segones residències i 90 estaven desocupats. 1.000 eren cases i 484 eren apartaments. Dels 1.459 habitatges principals, 848 estaven ocupats pels seus propietaris, 552 estaven llogats i ocupats pels llogaters i 59 estaven cedits a títol gratuït; 47 tenien una cambra, 82 en tenien dues, 185 en tenien tres, 273 en tenien quatre i 872 en tenien cinc o més. 1.248 habitatges disposaven pel capbaix d'una plaça de pàrquing. A 615 habitatges hi havia un automòbil i a 643 n'hi havia dos o més.

### Piràmide de població
La piràmide de població per edats i sexe el 2009 era:
| Homes | Edats   | Dones |
| ----- | ------- | ----- |
| 4     | 95 o +  | 0     |
| 8     | 90 a 94 | 32    |
| 0     | 85 a 89 | 40    |
| 16    | 80 a 84 | 28    |
| 28    | 75 a 79 | 72    |
| 52    | 70 a 74 | 64    |
| 96    | 65 a 69 | 108   |
| 72    | 60 a 64 | 72    |
| 64    | 55 a 59 | 96    |
| 116   | 50 a 54 | 84    |
| 172   | 45 a 49 | 148   |
| 176   | 40 a 44 | 192   |
| 152   | 35 a 39 | 164   |
| 124   | 30 a 34 | 132   |
| 109   | 25 a 29 | 136   |
| 128   | 20 a 24 | 80    |
| 140   | 15 a 19 | 156   |
| 180   | 10 a 14 | 164   |
| 124   | 5 a 9   | 100   |
| 92    | 0 a 4   | 60    |

## Economia
El 2007 la població en edat de treballar era de 2.545 persones, 1.707 eren actives i 838 eren inactives. De les 1.707 persones actives 1.440 estaven ocupades (837 homes i 603 dones) i 267 estaven aturades (107 homes i 160 dones). De les 838 persones inactives 243 estaven jubilades, 213 estaven estudiant i 382 estaven classificades com a «altres inactius».

### Ingressos
El 2009 a Carling hi havia 1.417 unitats fiscals que integraven 3.576 persones, la mediana anual d'ingressos fiscals per persona era de 16.428 €.

### Activitats econòmiques
Dels 136 establiments que hi havia el 2007, 6 eren d'empreses extractives, 3 d'empreses alimentàries, 1 d'una empresa de coc i refinatge, 2 d'empreses de fabricació de material elèctric, 4 d'empreses de fabricació d'altres productes industrials, 24 d'empreses de construcció, 27 d'empreses de comerç i reparació d'automòbils, 9 d'empreses de transport, 13 d'empreses d'hostatgeria i restauració, 9 d'empreses financeres, 10 d'empreses immobiliàries, 7 d'empreses de serveis, 10 d'entitats de l'administració pública i 11 d'empreses classificades com a «altres activitats de serveis».
Dels 45 establiments de servei als particulars que hi havia el 2009, 1 era una oficina de correu, 2 oficines bancàries, 4 tallers de reparació d'automòbils i de material agrícola, 5 paletes, 3 guixaires pintors, 5 fusteries, 3 lampisteries, 5 electricistes, 4 perruqueries, 1 veterinari, 2 agències de treball temporal, 7 restaurants, 2 agències immobiliàries i 1 saló de bellesa.
Dels 12 establiments comercials que hi havia el 2009, 1 era un hipermercat, 1 una botiga de més de 120 m², 3 fleques, 2 botigues d'equipament de la llar, 1 una sabateria, 1 una botiga de mobles, 2 drogueries i 1 una joieria.
L'any 2000 a Carling hi havia 3 explotacions agrícoles.

## Equipaments sanitaris i escolars
El 2009 hi havia 1 centre de salut, 1 farmàcia i 2 ambulàncies.
El 2009 hi havia 1 escola maternal i 1 escola elemental.

## Poblacions més properes
El següent diagrama mostra les poblacions més properes.